# 軽音楽
軽音楽（けいおんがく）は、日本ではクラシック音楽以外のポピュラー音楽全般を指す。英語の"light music"の訳語として使った場合、通俗性のあるクラシック曲の小品、またはその通俗的な編曲などを指し、「セミ・クラシック」とほぼ同義である。

## 日本の軽音楽
クラシック音楽に対して通俗的・大衆的な音楽を指し、バンド演奏され、聴衆は気軽な気分で愉しむ。具体的にはジャズ、シャンソン、タンゴ、ハワイアン、流行歌などが挙げられる。
1938年（昭和13年）頃、社団法人日本放送協会 がクラシック音楽以外の大衆音楽を指す言葉として便宜的に用いたのに始まる（1980年代には、そのものズバリの『軽音楽をあなたに』というラジオ番組も、FMに存在した）。しかし第二次世界大戦後は、NHK内部など一部を除いて、この言葉はあまり使われなくなり、もっぱら「ポピュラー音楽」（ポピュラー・ミュージック）という呼び名に置き換わった。
総合的に楽器を扱う店舗や販売会社は軽音楽の事を「LM」（ライトミュージック）と略して他のジャンルと分けていることもある。

## light music

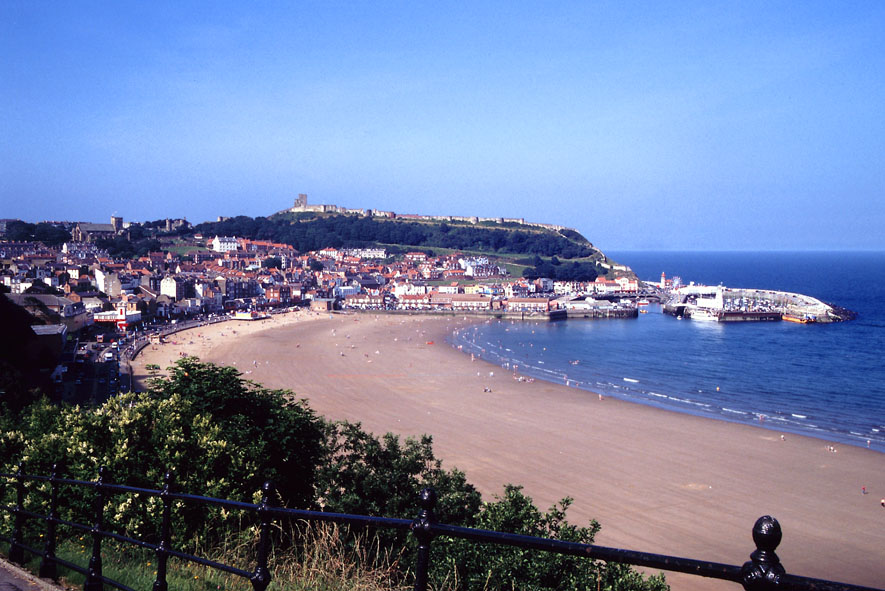
ノースヨークシャー州のスカボロー。古くからの海辺のリゾートであり、現在もシーサイド・オーケストラがある

古くはモーリーの『実際の音楽への簡明平易な手引』（1597年）に"Madrigals, Canzonets, and such like light musicke"という一節があるように、気軽に聴ける音楽という意味合いが light music にはあった。
現在でいうlight musicは、イギリスに源流を持つ。19世紀末頃から20世紀初頭にかけて、海辺のリゾート地で保養客を相手に演奏を披露するシーサイド・オーケストラというものがあった。シーサイド・オーケストラはポピュラーな歌謡曲をオーケストラ向けに編曲したものや軽いクラシック音楽を幅広く演奏して人気を博し、有名なクラシック音楽の作曲家エドワード・エルガーなどもこうした演奏向けの作品を残している。この演奏スタイルを1930年代にBBCがとりあげたのが、light musicが放送向きのジャンルとして確立するきっかけになった。
旋律を重視する点に音楽的な特徴があり、マントヴァーニ楽団（Mantovani orchestra）のシンボルともなったロナルド・ビンジのcascading strings（弦を多くのプルトにわけ、わずかな時間差で同じ旋律を演奏すると、リバーブのような、滝の流れるような独特の効果が得られる）やロバート・ファーノンのクローズハーモニー（各声部が近い音程をもって和声を構成する方法）が代表的な手法である。
このジャンルはイージーリスニング、ムード音楽、ラウンジ・ミュージックとして現在も生き延びている。